# Annona neglecta
Annona neglecta R.E.Fr. – gatunek rośliny z rodziny flaszowcowatych (Annonaceae Juss.). Występuje naturalnie w Ekwadorze oraz Peru. 

## Morfologia
PokrójZimozielone drzewo lub krzew o owłosionych gałęziach.
LiścieMają odwrotnie lancetowaty kształt. Mierzą 7–12 cm długości oraz 2–3,5 cm szerokości. Nasada liścia jest ostrokątna. Liść na brzegu jest całobrzegi. Wierzchołek jest tępy. Ogonek liściowy jest owłosiony i dorasta do 5–8 mm długości.
KwiatySą zebrane po 2–4 w pęczkach. Rozwijają się w kątach pędów. Działki kielicha mają owalny kształt i dorastają do 2 mm długości. Płatki mają owalny kształt. Osiągają do 1–4 mm długości.